# 水府增六
獵戶座73，又名BD+12 1081，HD 43247、SAO 95457、HR 2229，是獵戶座的一颗恒星，视星等为5.33，位于銀經197.71，銀緯-2.04，其B1900.0坐标为赤經6h 10m 7.9s，赤緯+12° -2.04′ 57″。